# Władysław Kornel Zieliński
Władysław Kornel Zieliński (ur. 1836 we Lwowie, zm. 1895 w Warszawie) – pisarz polski.
Jego ojcem był księgarz, literat i kolekcjoner Ludwik Zieliński, w latach 1835–1842 wydawca periodyku Lwowianin, czyli zbiór potrzebnych i użyteczych wiadomości.
Po ukończeniu gimnazjum służył w wojsku austriackim. W 1859 odbył kampanię włoską. Około 1863 osiadł w Kłodnicy Dolnej, następnie przeniósł się do Lublina, gdzie został nauczycielem w prywatnej szkole realnej. Pod koniec 1878 przeniósł się do Warszawy.
Publikował pod własnym nazwiskiem oraz pod pseudonimami (Mścisław Brona, Władysław z Zieliny). Wydawał powieści i opowiadania historyczne, m.in.: Anna Orzelska. Powieść na tle historycznem z czasów Augusta II (1881, 2 tomy), August II. i Aurora Koenigsmarck (1883, 2 tomy), Flisacy. Opowiadanie (1883, z wizerunkiem Sebastiana Fabiana Klonowicza), Ostatni z rodu (1884), Apostolstwo św. Cyryla i Metodego oraz początki chrześcijaństwa w Polsce (1881, studium historyczne), W kraju Arpada (1882), Na południu. Według własnych wspomnień (1883), Śląsk (pruski) słowem i ołówkiem, na podstawie najnowszych źródeł przedstawiony (1889), Ze wspomnień żołnierza (1880).
Był również autorem Opisu Lublina (1876) oraz Monografii Lublina (tom I, Dzieje miasta Lublina, ukazał się w 1878; tom II z 1887 nie został wydany). Współpracował z redakcjami czasopism "Kurier Lubelski" i "Kalendarz Lubelski".